# Филмографија Кетрин Зите Џоунс
Кетрин Зита-Џоунс је велшка глумица која се, према подацима из 2019. године, појавила у 27 фимлова, 11 телевизијских продукција и 9 позоришних представа. Њено прво појављивање на позорници било је када је имала девет година и када је тумачила сироче у Вест Енд продукцији мјузикла Annie. Такође је играла насловну улогу у другој продукцији мјузикла у Позоришту у Свонзију 1981. године. Као тинејџерка, играла је улоге у представама Bugsy Malone и The Pajama Game на Вест Енду, након чега је доживела свој сценски пробој у главној улози девојке из хора у представи из 1987. под називом 42nd Street.
Француско-италијански научнофантастични филм 1001 ноћ (енгл. 1001 Nights, 1990) представљао је филмски првенац Зите-Џоунс. Популарност у Британији стекла је улогом сеоске девојке у телевизијској серији The Darling Buds of May (1991–1993) — најгледанијој серији у земљи у то време. Међутим, разочарана тиме што су јој нудили искључиво улоге у љубавним филмовима, Зита-Џоунс се преселила у Лос Анђелес. Рани успех постигла је играјући улоге које су се значајно ослањале на њен сексепил, у акционом филму Маска Зороа (енгл. The Mask of Zorro, 1998) и трилеру Entrapment (1999). За своју улогу у овом првом номинована је за награду Сатурн за најбољу глумицу. За своју улогу супруге нарко боса у Содерберговом филму Traffic  из 2000. године номинована је за награду Златни глобус за најбољу споредну глумицу. Потом је освојила Оскара и награду БАФТА за најбољу споредну глумицу за улогу Велме Кели у мјузиклу Chicago (2002). Као тада најплаћенија британска глумица у Холивуду, тумачила је улогу жене која се стално разводи у филму Intolerable Cruelty (2003), потом стјуардесу у филму Терминал (енгл. Terminal, 2004) и агента Еуропола у филму Играј своју игру 2 (2004). Наставак филма Маска Зороа, под називом Легенда о Зороу (2005), био је неуспех, након чега је Зита-Џоунс глумила амбициозног кувара у романтичној комедији No Reservations (2007).
Зита-Џоунс је значајно смањила своје радно оптерећење крајем 2000-их. На Бродвеју је дебитовала 2009. године улогом остареле глумице у мјузиклу A Little Night Music, за коју је освојила награду Тони за најбољу глумицу у мјузиклу. Након трогодишњег одсуства са екрана, имала је три филмске емисије у 2012. и још толико 2013. године. Ниједно њено издање из 2012. није остварило већи успех. Ово се променило 2013. године, када је играла мистериозног психијатра у Содерберговом трилеру Side Effects и руског агента у финансијски успешном акционом филму Red 2. Након још једног одсуства из света глуме, Зита-Џоунс је глумила у британском филму Dad's Army (2016), заснованом на истоименом телевизијском ситкому. Године 2017. вратила се на телевизију тумачећи глумицу Оливију де Хевиленд у антолошкој серији Feud.

## Филм
| Наслов                              | Год. | Улога                    | Режисер(и)               | Напомена | Реф.          |
| ----------------------------------- | ---- | ------------------------ | ------------------------ | --- | ------------- |
| 1001 Nights                         | 1990 | Шехерезада               | Филип де Брока           | Филм на француском језику | [ 26 ]        |
| Christopher Columbus: The Discovery | 1992 | Беатрис Енрикез де Арана | Џон Глен                 | | [ 27 ]        |
| Splitting Heirs                     | 1993 | Кити Фарант              | Роберт Јанг              | | [ 28 ]        |
| Blue Juice                          | 1995 | Клои                     | Карл Пречезер            | | [ 29 ] [ 30 ] |
| The Phantom                         | 1996 | Сала                     | Сајмон Виндер            | | [ 31 ]        |
| The Mask of Zorro                   | 1998 | Елена Монтеро            | Мартин Кемпбел           | | [ 32 ]        |
| Entrapment                          | 1999 | Вирџинија „Џин” Бејкер   | Џон Амијел               | | [ 33 ]        |
| The Haunting                        | 1999 | Теодора                  | Жан де Бонт              | | [ 34 ]        |
| High Fidelity                       | 2000 | Чарли Николсон           | Стивен Фрирс             | | [ 35 ]        |
| Traffic                             | 2000 | Хелена Ајала             | Стивен Содерберг         | | [ 36 ]        |
| America's Sweethearts               | 2001 | Гвен Херисон             | Џо Рот                   | | [ 37 ]        |
| Chicago                             | 2002 | Велма Кели               | Роб Маршал               | Такође је и певач за саундтрек филма и то на песмама: All That Jazz Cell Block Tango I Can't Do It Alone Class Nowadays/Hot Honey Rag I Move On | [ 38 ] [ 39 ] |
| Sinbad: Legend of the Seven Seas    | 2003 | Марина (глас)            | Тим Џонсон Патрик Гилмор | | [ 40 ]        |
| Intolerable Cruelty                 | 2003 | Мерилин Рексрот          | Браћа Коен               | | [ 41 ]        |
| The Terminal                        | 2004 | Амелија Ворен            | Стивен Спилберг          | | [ 42 ]        |
| Ocean's Twelve                      | 2004 | Изабел Лахири            | Стивен Содерберг         | | [ 43 ]        |
| The Legend of Zorro                 | 2005 | Елена де ла Вега         | Мартин Кемпбел           | | [ 44 ]        |
| No Reservations                     | 2007 | Кејт Армстронг           | Скот Хикс                | | [ 45 ]        |
| Death Defying Acts                  | 2007 | Мери Макгарви            | Гилијан Армстронг        | | [ 46 ]        |
| The Rebound                         | 2009 | Сенди                    | Барт Фројдлих            | | [ 47 ]        |
| Lay the Favorite                    | 2012 | Тулип Хејмовиц           | Стивен Фрирс             | | [ 48 ]        |
| Rock of Ages                        | 2012 | Патрисија Витмор         | Адам Шенкман             | Такође је и певач на саундтреку и то на песмама: Hit Me with Your Best Shot We Built This City                                                  | [ 49 ] [ 50 ] |
| Playing for Keeps                   | 2012 | Денис                    | Габријела Мућино         | | [ 51 ]        |
| Broken City                         | 2013 | Кетлин Хостетлер         | Ален Хјуџс               | | [ 52 ]        |
| Side Effects                        | 2013 | др Викторија Сиберт      | Стивен Содерберг         | | [ 53 ]        |
| Red 2                               | 2013 | Катја Петрокович         | Дин Перисот              | | [ 54 ]        |
| Dad's Army                          | 2016 | Роуз Винтерс             | Оливер Паркер            | | [ 24 ]        |

## Телевизија
| Наслов                             | Год.           | Улога               | Напомена                                        | Реф.         |
| ---------------------------------- | -------------- | ------------------- | ----------------------------------------------- | ------------ |
| Out of the Blue                    | 1991           | Непознато           | Телевизијска епизода                            | [ 55 ]       |
| The Darling Buds of May            | 1991—93        | Меријет             | Телевизијска серија                             | [ 6 ] [ 56 ] |
| The Young Indiana Jones Chronicles | 1992           | Маја                | Епизода: "Palestine, October 1917"              | [ 57 ]       |
| The Return of the Native           | 1994           | Еустасија Вие       | Телевизијски филм                               | [ 58 ]       |
| The Cinder Path                    | 1994           | Викторија Чапман    | Телевизијска минисерија                         | [ 59 ]       |
| Catherine the Great                | 1995           | Катарина II         | Телевизијски филм                               | [ 60 ]       |
| Titanic                            | 1996           | Изабела Парадин     | Телевизијска минисерија                         | [ 61 ]       |
| Saturday Night Live                | 2005           | Саму себе (домаћин) | Епизода: "Catherine Zeta-Jones/Franz Ferdinand" | [ 62 ]       |
| Feud: Bette and Joan               | 2017           | Оливија де Хевиленд | Телевизијска антолошка серија                   | [ 63 ]       |
| Cocaine Godmother                  | 2018           | Гризелда Бланко     | Телевизијски филм                               | [ 64 ]       |
| Queen America                      | 2018—2019      | Вики Елис           | Веб серија                                      | [ 65 ]       |
| Среда                              | 2022–садашњост | Мортиша Адамс       | Телевизијска серија, 2 епизоде                  | [ 66 ]       |
| National Treasure: Edge of History | 2022—2023      | Били Пирс           | Телевизијска серија, главна улога               | [ 67 ]       |

## Представе
| Представа                 | Год.      | Улога                           | Позориште                     | Реф.          |
| ------------------------- | --------- | ------------------------------- | ----------------------------- | ------------- |
| Annie                     | Непознато | Сироче                          | Позотиште Викторија Палас     | [ 1 ] [ 2 ]   |
| Annie                     | 1981      | Ени                             | Позориште у Свонзију          | [ 3 ]         |
| Bugsy Malone              | 1983      | Талула                          | Позориште Њеног величанства   | [ 69 ] [ 70 ] |
| The Pajama Game           | 1985—86   | Девојка из хора                 | Позориште Хејмаркет у Лестеру | [ 71 ] [ 72 ] |
| 42nd Street               | 1987      | Пеги Сојер                      | Краљевски театар Друри Лејн   | [ 73 ]        |
| Street Scene              | 1989      | Ме Џоунс                        | Лондонски Колосеум            | [ 74 ] [ 75 ] |
| Under Milk Wood           | 1992      | Непознато                       | AIR Studios                   | [ 76 ]        |
| A Little Night Music      | 2009—10   | Дезире Армфелт                  | Позотиште Волтер Кер          | [ 77 ]        |
| The Children's Monologues | 2017      | Девојчица опседнута математиком | Карнеги Хол                   | [ 78 ]        |